# Пантиго (Тексас)
Пантиго (енгл. Pantego) град је у америчкој савезној држави Тексас. По попису становништва из 2010. у њему је живело 2.394 становника.

## Демографија
Према попису становништва из 2010. у граду је живело 2.394 становника, што је 76 (3,3%) становника више него 2000. године.
| Група             | 2000.         | 2010.         |
| Белци             | 1.957 (84,4%) | 2.049 (85,6%) |
| Афроамериканци    | 199 (8,6%)    | 145 (6,1%)    |
| Азијати           | 44 (1,9%)     | 53 (2,2%)     |
| Хиспаноамериканци | 85 (3,7%)     | 132 (5,5%)    |
| Укупно            | 2.318         | 2.394         |